# 바스크주
바스크 광역자치주(Basque, 스페인어: País Vasco 파이스 바스코[*], 바스크어: Euskadi 에우스카디)는 스페인의 광역자치주으로, 역사적인 바스크 지역의 일부이다. 특유의 바스크어를 쓰는 바스크인 민족이 다수 거주하며, 프랑코 정권 시대에는 이들의 활발한 독립 운동이 일어나기도 하였다.
비스케이만에 면해 있는 알라바·기푸스코아·비스카야 도를 포함하는 주이다.

## 역사
1979년 자치법령으로 설립되었다. 이 지방의 행정부는 임기 5년의 총리와 3개주에서 각각 같은 수로 선출된 대표의원들로 이루어진 의회로 구성된다. 1930년대에 바스크 분리주의 운동이 이 지역에서 격렬하게 일어났는데, 이 소요는 1936년 10월 5일의 자치법령 발표로 끝났다. 이듬해 프란시스코 프랑코 장군이 바스크 분리주의 운동을 탄압하기 시작하자 이 운동의 과격파들은 스페인 중앙정부에 대항해 테러 활동을 전개했다.
에브로 강 유역의 탁 트인 들판과 포도원으로 둘러싸여 구심점이 되는 작은 공동체들에 인구가 집중되어 있다. 한편 피레네산맥에서는 개인농장인 카세리오를 중심으로 인구가 넓게 분산되어 있는데, 이 농장들은 산악지역의 작은 농지에서 집약적인 재배를 한다. 19세기 중반 이래 이 지역의 급격한 공업화로 피레네산맥의 전통적 거주지역이 해체되었으며, 그결과 오지의 거주지보다는 산세바스티안이나 빌바오 같은 해안도시들이 성장했다. 인구밀도는 해안지역에서 가장 높아 바스크 지방 인구의 4/5 정도가 빌바오 및 교외지역에 몰려 있다. 알라바 주는 북쪽 구릉지대를 덮고 있는 오크나무와 너도밤나무 삼림을 제외하면 곡물 및 포도 재배에 적합한 광활한 평지로 이루어져 있다. 근대 초기 이후 미국에서 들여온 옥수수와 감자 같은 작물의 보급으로 재배작물이 많아지고 종류도 다양해졌지만, 전통적으로 바스크 지방의 주민들은 목동이다. 1950년대초 이래로 알라바 주의 비토리아 시는 상당히 공업화되었지만, 알라바 주는 이 지방에서 농업활동이 가장 우위를 차지하고 있는 지역이다.
중세 후기부터 비스카야 도와 기푸스코아 도는 방대한 철광석과 삼림자원을 개발하여 크게 공업화되었다. 이 지방의 야금업은 대부분 빌바오 시와 네르비온 강의 연안지역에서 이루어진다. 한편 빌바오 시 외곽에서는 야금업·식품가공업·화학산업 등이 이루어지며, 제지업은 톨로사와 오리아 강 연안을 중심으로 발달했다. 또한 서비스업이 매우 발달했으며, 특히 빌바오 시는 스페인 제1의 금융 중심지이다. 한편 이 지방의 도시화와 산업발전으로 인해 바스크인의 전통문화는 쇠퇴했으며 프랑스와 미국으로의 이민 때문에 개인농장의 주민 수도 크게 감소했다. 그럼에도 불구하고 급진적인 바스크 분리주의 단체로서 바스크어로 '바스크의 조국과 자유'라는 뜻의 ETA(Euzkadi Ta Azkatasuna/에테아)가 결성되어 그들의 테러 활동으로 바스크 지방분권주의가 스페인 중앙 정권을 약화시키는 가장 큰 세력이 되었다. 프랑코 사후 자치정부를 갖춘 바스크 지방이 수립되고 ETA의 테러 행위도 잦아들었으나 바스크 분리주의가 완전히 종식되지는 않았다.

## 지리
역사적인 바스크 지방은 북동쪽에서 피레네산맥에 의해 스페인령 바스크 지역과 바스크인들이 많이 거주하는 프랑스령 바스크 지역으로 나뉘며, 서쪽에서 칸타브리아산맥에 의해 바스크 지방과 산탄데르주가 나뉜다. 또한 남쪽으로는 피레네산맥이 에브로강 유역, 카스티야주의 부르고스, 로그로뇨로 이어지며, 동쪽으로는 나바레주와 접한다. 비스카야와 기푸스코아에 있는 산들은 매우 들쭉날쭉하며 강들은 길이가 짧고 물살이 빨라 산을 지나면서 가파른 골짜기를 형성한다. 연평균 강우량은 1,200mm에 달하는데, 산세바스티안시 주변에서는 1,500mm가 넘지만 에브로강 유역에서는 750mm를 넘지 않는다. 동부는 강우량이 비교적 풍부하고 고른 북대서양 기후의 영향을 받으며, 남부의 알라바 산간분지는 아(亞)지중해성 기후의 영향을 받는다.

## 행정 구역
3개의 도로 나뉜다.
- 기푸스코아도
- 비스카야도
- 알라바도

## 인구
| 연도        | 인구      | ±%     |
| ----------- | --------- | ------ |
| 1900        | 603,596   | —      |
| 1910        | 673,788   | +11.6% |
| 1920        | 766,775   | +13.8% |
| 1930        | 891,710   | +16.3% |
| 1940        | 955,764   | +7.2%  |
| 1950        | 1,061,240 | +11.0% |
| 1960        | 1,371,654 | +29.3% |
| 1970        | 1,878,636 | +37.0% |
| 1981        | 2,141,969 | +14.0% |
| 1991        | 2,104,041 | −1.8%  |
| 2001        | 2,082,587 | −1.0%  |
| 2011        | 2,185,393 | +4.9%  |
| 2017        | 2,167,707 | −0.8%  |
| Source: INE |           |        |

## 같이 보기
- 바스크